# Luis Enrique Azarola Gil
Luis Enrique Azarola Gil (Montevideo, 25 de marzo de 1882 - Buenos Aires, 4 de enero de 1966) fue un historiador, genealogista, ensayista y diplomático uruguayo. 

## Biografía
Sus padres fueron Elisa Gil y el doctor Enrique Azarola. Contrajo matrimonio con Enriqueta Saint y tuvo cinco hijos cuyos nombres son Luis Enrique, José Luis, Juan Ignacio, Margarita y Ernesto, quien murió a los pocos meses de nacido.  
Durante los primeros años del siglo XX ingresó a la carrera diplomática viajando a Europa representando a Uruguay en París, pasando luego por otros destinos en Europa y América como Berna, Río de Janeiro, Madrid y Buenos Aires. Representó al país como agregado, secretario, encargado de negocios y consejero de embajada. Su carrera diplomática terminó en Chile como enviado extraordinario y ministro plenipotenciario.
Durante su estancia en España trabajó en los archivos sobre los documentos relativos al Río de la Plata y tuvo oportunidad de estudiarlos, especialmente aquellos relacionados con Colonia del Sacramento y el origen de ciertas familias que llegaron provenientes de España a instalarse en esa zona. Con estos estudios escribió numerosas crónicas, artículos y libros sobre esta zona siendo obras de referencia para el estudio a nivel secundario y terciario. Durante ese tiempo también envió interesantes correspondencias al Diario del Plata sobre la Primera Guerra Mundial utilizando el seudónimo Atchos.
Fue miembro de la Sociedad de Americanistas de París, la Sociedad Chilena de Historia y Geografía, el Instituto Histórico Brasileño, Perú y México.
Recibió la cruz de caballero de la Legión de Honor del gobierno francés y la encomienda de Isabel la Católica por parte del gobierno español. La Real Academia de Historia le otorgó también en 1931 el Premio Hispano-Americano y el Ministerio de Instrucción Pública del Uruguay premió su obra Los orígenes de Montevideo. 1607-1749 (1933) editado por La Facultad en Buenos Aires con la medalla de oro.
En 2001 la Junta Departamental de Colonia lo recordó y homenajeó colocando su nombre a una calle de Colonia del Sacramento.

## Obras selectas
- La sociedad uruguaya y sus problemas, París, Librería Paul Ollendorff, 1911.
- La huella de mis sandalias. Viajes, problemas sociales, literatura y crítica, crónicas de la gran guerra, política internacional, Buenos Aires, Talleres Gráficos Cúneo, 1924.
- Contribución a la historia de Montevideo. Veinte Linajes del Siglo XVIII, París, Casa Editorial Franco-Ibero-Americana, 1926.
- Crónicas y linajes de la gobernación del Plata. Contribución a la historia colonial de los siglos XVII y XVIII, Buenos Aires, J. Lajouane y Cía, 1927.
- Azarola. Crónica del linaje, Madrid: Gráficas Reunidas, 1929.
- Fondos documentales relativos a la historia del Uruguay obrantes en los archivos extranjeros, Madrid, Gráficas Reunidas, 1930.
- Contribución a la historia de Colonia del Sacramento. La epopeya de Manuel Lobo, seguida de una crónica de los sucesos desde 1680 hasta 1828 y de una recopilación de documentos. Madrid, s/e, 1931.
- La epopeya de Manuel Lobo. Contribución a la historia de Colonia del Sacramento, seguida de una crónica de los sucesos desde 1680 hasta 1828 y de una recopilación de documentos, Madrid, Compañía Ibero-Americana de Publicaciones, 1931.
- Historia de Colonia del Sacramento. 1680-1828. Edición destinada a los estudiantes de Enseñanza Secundaria, Montevideo, Casa A. Barreiro y Ramos, 1932.
- Aportación al padrón histórico de Montevideo. Época fundacional, Madrid, Revista de Archivos, Bibliotecas y Museos, 1932.
- Los orígenes de Montevideo. 1607-1749, Buenos Aires, Librería y Editorial “La Facutlad”, 1933.
- “Hernandarias de Saavedra y la primera exploración del Uruguay”, en: Boletín de la Academia de la Historia, Tomo CII, pp.158-182, 1933.
- Las herejías históricas del Dr. Eduardo Acevedo, Buenos Aires, Librería y Editorial "La Facultad", 1933.
- Don José Arrieta. Síntesis biográfica, Santiago de Chile, Imprenta Universitaria de la Universidad de Chile, 1935.
- La princesa Leczyka, Santiago de Chile, Imprenta Universitaria Santiago de Chile, 1935.
- Los orígenes de Montevideo. 1607-1749, Montevideo, Comisión de Actos Conmemorativos de los 250 años de la Fundación de Montevideo, 1936.
- Los San Martín de la banda oriental, Buenos Aires, Librería y Editorial "La Facultad", 1936.
- El proyecto de fundación de la Villa de Nueva Estepa, Buenos Aires, Librería y Editorial "La Facultad", 1936.
- “Los del Pino del Río de la Plata”, en: Segundo Congreso Internacional de Historia de América, reunido en Buenos Aires en los días 5 a 14 de julio de 1937, Buenos Aires, Academia Nacional de la Historia, Vol. 2, pp. 35-41,1938.
- La amante amarga, Buenos Aires, Librería y Editorial "La Facultad", 1939.
- Crónicas y linajes de Montevideo. Montevideo, s/d, 1940.
- Los orígenes de Montevideo. 1607-1749. Nueva edición destinada a los estudiantes de Enseñanza Secundaria, Montevideo, Casa A. Barreiro y Ramos, 1940.
- Historia de la Colonia del Sacramento, 1680-1728. Edición para uso de los estudiantes de Enseñanza Secundaria. Montevideo, A. Barreiro y Ramos, 1940.
- Los Maciel en la historia del Plata, 1604-1814, Buenos Aires, Librería y Editorial "La Facultad", 1940.
- Nomenclatura histórica de Montevideo. Contribución a su estudio, Montevideo, Casa A. Barreiro y Ramos, 1942.
- Apellidos de la Patria Vieja. Nuevos estudios históricos y biográficos, Buenos Aires, Librería y Editorial "La Facultad", 1942.
- Moral diplomática, Montevideo, Casa A. Barreiro y Ramos, 1943.
- Ayer. 1882-1952, Lausana: Imprimeries Reunies, 1953.
- Ayer. Memorias y perfiles, Buenos Aires, Imprenta López, 1957.
- Creer, Buenos Aires, Imprenta López, 1958.